# Ihor Chervynsky
Ihor Volodymyrovych Chervynsky –en ucraniano, Ігор Володимирович Червинський– (Járkov, URSS, 16 de diciembre de 1981) es un deportista ucraniano que compitió en natación, especialista en el estilo libre.
Ganó dos medallas en el Campeonato Mundial de Natación de 2003 y una medalla de plata en el Campeonato Mundial de Natación en Piscina Corta de 2000.
Además, obtuvo tres medallas en el Campeonato Europeo de Natación entre los años 2000 y 2004, y dos medallas en el Campeonato Europeo de Natación en Piscina Corta, en los años 1999 y 2000.
Participó en cuatro Juegos Olímpicos de Verano, entre los años 2000 y 2012, ocupando el séptimo lugar en Sídney 2000, en la prueba de 1500 m libre.

## Palmarés internacional
| Campeonato Mundial                  | Campeonato Mundial   | Campeonato Mundial | Campeonato Mundial |
| Año                                 | Lugar                | Medalla            | Prueba             |
| ----------------------------------- | -------------------- | ------------------ | ------------------ |
| 2003                                | Barcelona (España)   | Medalla de plata   | 1500 m libre       |
| 2003                                | Barcelona (España)   | Medalla de bronce  | 800 m libre        |
| Campeonato Mundial en Piscina Corta |                      |                    |                    |
| Año                                 | Lugar                | Medalla            | Prueba             |
| 2000                                | Atenas (Grecia)      | Medalla de plata   | 1500 m libre       |
| Campeonato Europeo                  |                      |                    |                    |
| Año                                 | Lugar                | Medalla            | Prueba             |
| 2000                                | Helsinki (Finlandia) | Medalla de oro     | 1500 m libre       |
| 2002                                | Berlín (Alemania)    | Medalla de bronce  | 1500 m libre       |
| 2004                                | Madrid (España)      | Medalla de plata   | 1500 m libre       |
| Campeonato Europeo en Piscina Corta |                      |                    |                    |
| Año                                 | Lugar                | Medalla            | Prueba             |
| 1999                                | Lisboa (Portugal)    | Medalla de oro     | 1500 m libre       |
| 2000                                | Valencia (España)    | Medalla de bronce  | 1500 m libre       |